# Dorothy Lavinia Brown
Dorothy Lavinia Brown(Filadelfia, Pensilvania,7 de enero de 1919-Nashville, Tennessee,13 de junio de 2004), también conocida como la "Dra. D", fue una cirujana, legisladora y profesora afroamericana. Fue la primera mujer cirujana afrodescendiente del Sureste de Estados Unidos de América. También la primera afroamericana en servir a la Asamblea General de Tennessee, Tennessee General Assembly (TGNA), siendo elegida para la Cámara de Representantes de Tennessee (Tennessee House of Representatives). Durante su mandato en la Cámara de Representantes, Brown luchó por los derechos de la mujer y de las personas de color.

## Biografía
Dorothy Lavinia Brown fue enviada por su madre, Edna Brown, a un orfanato en Troy, a los cinco meses de edad, donde vivió hasta los 12 años. Mientras estaba en el orfanato, fue sometida a una operación de amigdalectomía, experiencia que la llevó a interesarse en el campo de la medicina. Aunque su madre trató de convencer a la joven Dorothy para que viviera con ella, siguió huyendo de su casa solo para regresar al orfanato. Al cumplir los quince años, se escapó para inscribirse en la Escuela Secundaria de Troy. Trabajó como ayudante de una madre, la señora. W. F. Jarrett, en Albany, New York. Con la ayuda de un director de la escuela fue presentada a Samuel Wesley y Lola Redmon, una pareja que se convirtieron en sus padres adoptivos. A los quince años trabajó en un autoservicio de lavandería.

## Educación
Tras terminar el instituto, Brown asistió al Bennett College, una universidad históricamente negra de Greensboro, North Carolina. Recibió una beca de la División Femenina de Servicio Cristiano de la Iglesia Metodista. Ganó dinero durante este periodo como empleada doméstica. Una mujer metodista, de la División de Servicio Cristiano, la ayudó a ser admitida en el Colegio Americano de Cirujanos, donde se licenció en 1941.
Comenzó a trabajar como inspectora en el Departamento de Artillería del Ejército de Rochester, Nueva York. En 1944, fue admitida para estudiar medicina en el Meharry Medical College, una universidad históricamente negra de Nashville. Realizó sus prácticas en el Hospital Harlem de Nueva York. Tras licenciarse en 1948 entre los tres primeros de su promoción, se convirtió en residente del Hospital Hubbard de Meharry en 1949, a pesar de la oposición local a la formación de mujeres cirujanas. Había obtenido la aprobación del cirujano jefe, Matthew Walker, y completó su residencia en 1954.
En 1956, Dorothy Lavinia Brown Brown aceptó adoptar a una niña de una paciente soltera en el Hospital de Riverside que le rogaba que la adoptara, ya que la paciente no quería cargar con todo el trabajo sin un esposo y porque sabía que Brown sería una buena madre. Brown se convirtió en la primera mujer soltera conocida- en Tennessee- que adoptó legalmente a una niña, a quien llamó Lola Denise Brown en honor a su madre adoptiva. Dorothy Lavinia Brown fue miembro de la Iglesia Metodista Unida.

## Trayectoria
Para iniciar su carrera, ayudó como médico durante la Segunda Guerra Mundial más tarde trabajó como inspectora en el Departamento de Artillería del Ejército de Rochester.
Tras su trabajo en la II Guerra Mundial, ingresó en la Facultad de Medicina de Meharry, en Nashville, Tennessee. A continuación, la Dra. Brown realizó un internado de un año en el Hospital Harlem y después completó una residencia de cinco años en cirugía general en el Hospital Meharry y Hubbard. De 1957 a 1983, fue la cirujana jefe del desaparecido Hospital Riverside de Nashville. En 1959 se convirtió en la primera cirujana negra miembro del Colegio Americano de Cirujanos.
En 1966, se convirtió en la primera mujer afroamericana en ser elegida en la Asamblea General de Tennessee (conocida también como Legislatura del Estado de Tennessee posición que mantuvo por dos años. Casi logra que se legalizaran los abortos en casos de violación o incesto, y en la expansión de los abortos ya existentes, legalmente permitidos, en los casos en que "la vida de la madre estaba en peligro". Durante su carrera como política, se involucró en la aprobación de la Ley de Historia de la persona Negra que obligó a las escuelas públicas de Tennessee a "conducir programas especiales durante la Semana de Historia de la persona Negra para reconocer los logros alcanzados por los afroamericanos”.
En 1968, Brown intentó obtener un escaño en el Senado de Tennessee, pero perdió en parte debido a su apoyo a las leyes sobre el aborto. En 1968, tras su marcha de la política, volvió a ser médico a tiempo completo en el Hospital Riverside. Ejerció además como cirujana adjunta en los hospitales George W. Hubbard y General y como directora de educación del programa de rotación clínica de los hospitales Riverside y Meharry. También fue profesora de cirugía en el Meharry Medical College y consultora para los Institutos Nacionales de Salud en el Instituto Nacional del Corazón, los Pulmones y la Sangre.
Tras perder en su carrera por un escaño en el Senado de Tennessee, formó parte del Comité Conjunto sobre Oportunidades para las Mujeres en Medicina, patrocinado por la Asociación Médica Estadounidense. Además de apoyar a las mujeres en la medicina, también tuvo una gran influencia en la lucha por los derechos de las personas de color, y fue miembro vitalicia de la Asociación Nacional para el Progreso de las Personas de Color (NAACP).
Murió en Nashville, Tennessee, en 2004 de una insuficiencia cardiaca congestiva.

## Obras
Dorothy Lavinia Brown escribió una autobiografía, ensayos y guías de inspiración.

## Reconocimientos
- En 1959, se convirtió en la tercera mujer en ser miembro del Colegio Americano de Cirujanos la primera mujer afroamericana en ser elegida.[4][8]
- In 1971, la Residencia de Mujeres Dorothy L. Brown en la Universidad de Medicina Meharry, Nashville, recibió su nombre.
- Recibió un doctorado honorario de la Universidad de Russell Sage in Troy, New York, y también de la Universidad Bennett en Greensboro, Carolina del Norte.[4] En particular, recibió títulos honoríficos en Humanidades de la Universidad Bennett y la Universidad de Cumberland.[3]
- Fue miembro del consejo de administración de la Universidad Bennett y de la hermandad Delta Sigma Theta. Participó como ponente en paneles sobre temas científicos, religiosos, médicos y políticos.
- Recibió el premio Horatio Alger en 1994 [8]
- Premio humanitario de la Fundación Carnegie en 1993.[8]
- Fue miembro del consejo de administración de la Universidad Bennett y de la hermandad Delta Sigma Theta. Participó como ponente en paneles sobre temas científicos, religiosos, médicos y políticos.[3]